# Calmar (Iowa)
Calmar – miasto w Stanach Zjednoczonych, w stanie Iowa, w hrabstwie Winneshiek.

## Demografia
Zgodnie ze spisem statystycznym z 2000, miasto liczyło 1058 mieszkańców. W 2023 liczba mieszkańców wzrosła do 1097 osób, a gęstość zaludnienia przekroczyła 406 osób/km².